# Saint-Luc (Eure)
Saint-Luc é uma comuna francesa na região administrativa da Normandia, no departamento de Eure. Estende-se por uma área de 5,08 km². Em 2010 a comuna tinha 264 habitantes (densidade: 52 hab./km²).